# Đội tuyển bóng đá bãi biển quốc gia New Zealand
Đội tuyển bóng đá bãi biển quốc gia New Zealand đại diện New Zealand ở các giải thi đấu bóng đá bãi biển quốc tế, được điều hành bởi NZF, tổ chức quản lý bóng đá ở New Zealand. Cho đến hiện tại, New Zealand mới 1 lần tham dự Giải vô địch bóng đá bãi biển châu Đại Dương, năm 2007.

## Đội hình
Chính xác tính đến tháng 7 năm 2007.
Ghi chú: Quốc kỳ chỉ đội tuyển quốc gia được xác định rõ trong điều lệ tư cách FIFA. Các cầu thủ có thể giữ hơn một quốc tịch ngoài FIFA.
| Số | VT           | Quốc gia | Cầu thủ          |
| -- | ------------ | -------- | ---------------- |
| 1  | {{{vị trí}}} |          | Mitchell O'Brien |
| 2  | {{{vị trí}}} |          | Simon Eaddy      |
| 3  | {{{vị trí}}} |          | Joel Matthews    |
| 4  | {{{vị trí}}} |          | David Samson     |
| 5  | {{{vị trí}}} |          | Dean Johnston    |

| Số | VT           | Quốc gia | Cầu thủ           |
| -- | ------------ | -------- | ----------------- |
| 6  | {{{vị trí}}} |          | Mikael Munday     |
| 7  | {{{vị trí}}} |          | Stuart James Hogg |
| 8  | {{{vị trí}}} |          | Nathan Fry        |
| 9  | {{{vị trí}}} |          | Michael Gwyther   |
| 10 | {{{vị trí}}} |          | Daniel Ellensohn  |

## Thành tích
- Vòng loại giải vô địch bóng đá bãi biển thế giới khu vực châu Đại Dương
  - 2007 – 3rd